# Kostel svatého Antonína Paduánského (Klíny)
Kostel svatého Antonína Paduánského byl římskokatolický farní kostel zasvěcený svatému Antonínu Paduánskému v obci Klíny v okrese Most. Kostel byl zbořen v roce 1985.

## Poloha
Kostel se nacházel na dolním konci obce, po levé straně silnice ve směru z Litvínova za bývalou školou čp. 20. Jsou viditelné dvě řady stromů, mezi kterými kostel stál.

## Historie
První písemná zmínka o kostele v Klínech pochází z roku 1355, původní kostel byl zasvěcen sv. Václavu. Není známo, kdy zanikl tento kostel. Základní kámen nové stavby byl položen v roce 1866 a stavba byla dokončena v roce 1870. V roce 1947 byl kostel poškozen vichřicí a od té doby chátral. V polovině 70. let kostel vyhořel a v roce 1985 byl stržen. U kostela se nacházel hřbitov, který byl zničen v letech 1960–1962. Na jeho místě se dnes nachází parkoviště.

## Popis stavby

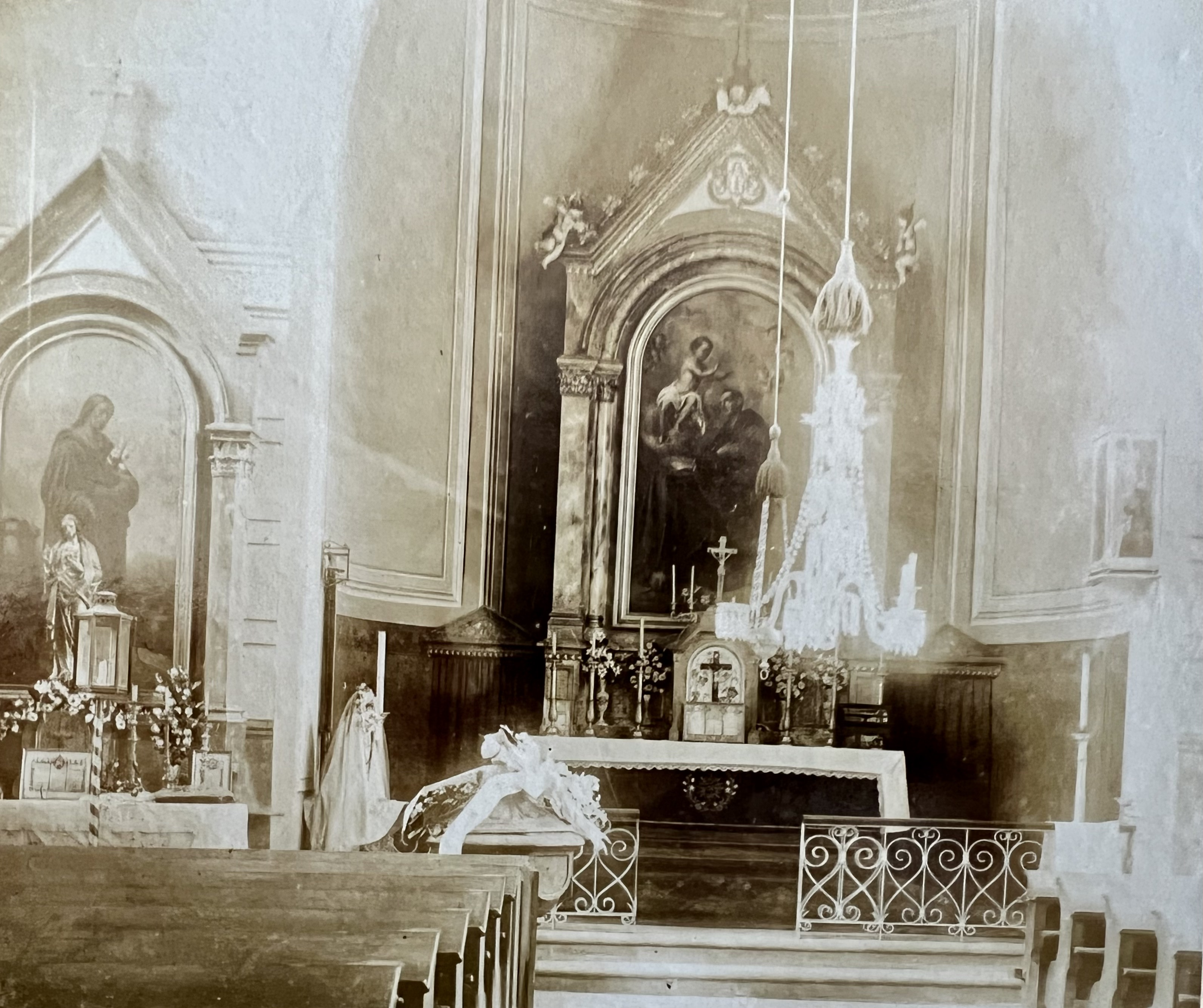
Presbytář kostela kol. r. 1905

Jednalo se o orientovaný kostel s lodí na obdélníkovém půdorysu zakončenou polokruhovým kněžištěm, které bylo zvnějšku obestavěno obytnými místnostmi pro faráře. V západním průčelí byl obdélníkový portál s trojúhelníkovým štítem a hranolová věž s polokruhovými okny. Věž měla jehlanovitou střechu s makovicí. Loď pokrývala valbová střecha. Původní šindel byl později nahrazen břidlicí. Při opravách kostela v roce 1937 byla břidlice nahrazena eternitem.
Loď kostela měla plochý strop, pod věží se na dvou pilířích nacházela zděná kruchta. Interiérové zařízení pocházelo z 2. poloviny 19. století, pouze křtitelnice pocházela ze 16. století. Obraz sv. Antonína Paduánského na hlavním oltáři a obrazy sv. Josefa a sv. Václava na bočních oltářích namaloval Vilém Kandler z Prahy kolem roku 1870.